# Miristoilação
A miristoilação é um mecanismo de acilação específico à glicina da porção N-terminal de proteínas. É um processo que ocorre em diversas proteínas, de eucariotos inferiores e superiores, consistindo na ligação covalente de um miristato, um ácido graxo de 14 carbonos, à glicina da porção N-terminal. As proteínas N-miristoiladas possuem diversas funções biológicas e seus representantes mais comuns incluem serina/treonina quinases, tirosina quinases, substrato quinases, fosfoproteína fosfatases, outros tipos de proteínas envolvidas em cascatas de sinais de transdução e mediadores de transporte de proteínas e vesículas. Proteínas N-miristoiladas possuem diversos destinos intracelulares e o miristoil possui um papel crítico nas mediações de interações proteína-proteína e proteína-membrana. A N-miristoilação, em geral, é uma modificação proteica irreversível que foi observada em eucariotos pela primeira vez em 1982 e antecede uma segunda mudança pós-traducional que é a remoção da metionina na posição 1. Em geral, esta modificação proteica ocorre co-translacionalmente após a remoção de um resíduo inicial de metionina por metionilaminopeptidases . Entretanto, a miristoilação também pode apresentar-se como evento pós-traducional, como no caso da proteína de organização e compactação do complexo de Golgi (do inglês Golgi Reassembly and Stacking Protein- GRASP). Tipicamente, o miristato apresenta um papel importante em mecanismos de regulação do direcionamento e função de proteínas. Algumas proteínas utilizam de "interruptor miristoil", onde a associação do miristato com a membrana é promovida por interações eletrostáticas com cadeias polipeptídicas positivamente carregadas e fosfolipídeos de carga negativa. Em outras proteínas N-miristoiladas, o ancoramento de um ligante produz uma mudança conformacional que expõe ou sequestra a cadeia acil. 

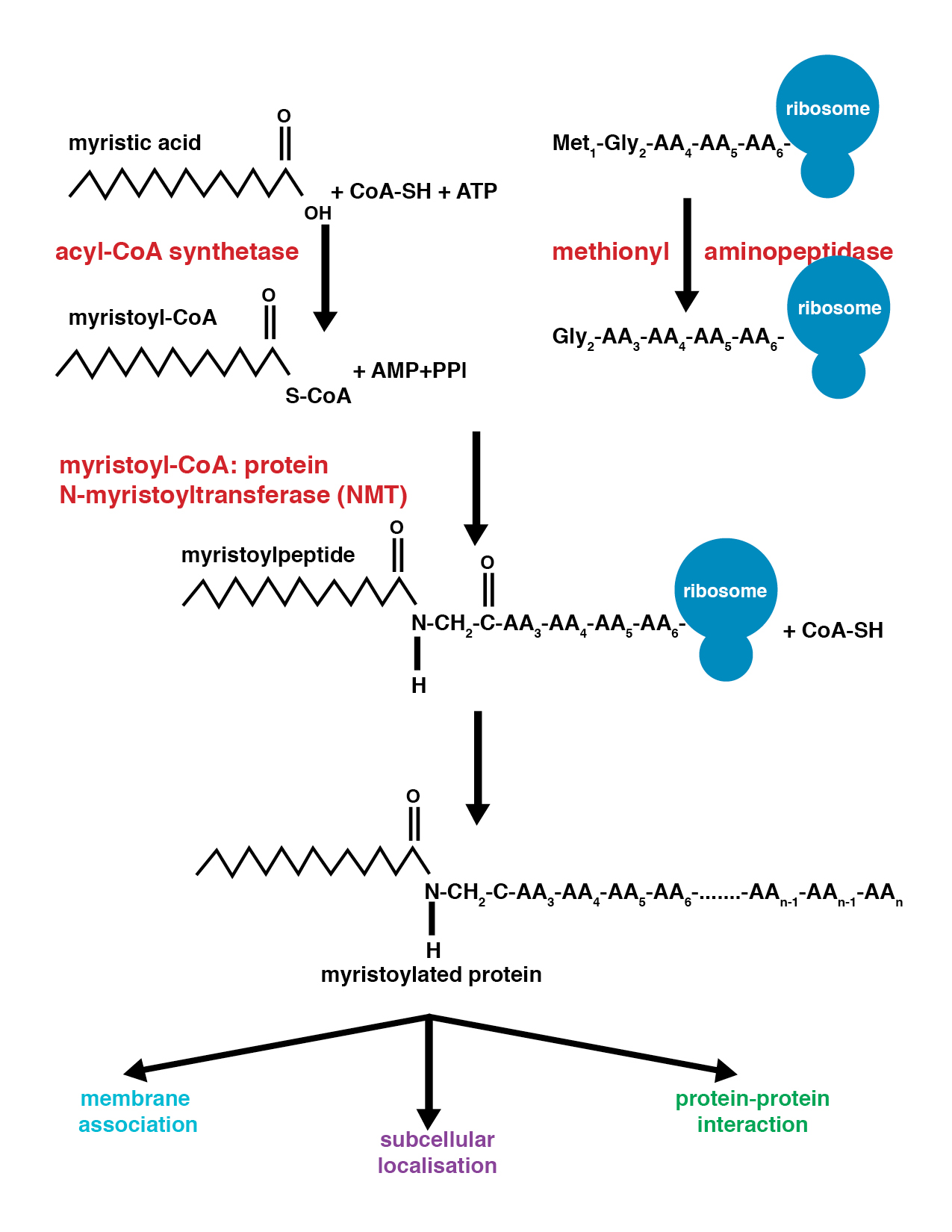
Adição do ácido mirístico pela NMT à porção N-terminal de uma proteína em crescimento

## N-miristoiltransferase (NMT)
A enzima responsável pela transferência do miristoil (do miristoil-CoA) para a glicina da região N-terminal da proteína é chamada de N-miristoiltransferase (NMT). O ciclo catalítico da NMT envolve um mecanismo sequencial de catálise onde primeiro o substrato miristoil-CoA se liga na forma apo da NMT e induz uma mudança conformacional na enzima que permite o acesso do substrato proteico. A substituição nucleofílica ocorre no ataque da amina da glicina 2 ao miristoil-CoA tioester, liberando o CoA e a proteína miristoilada.

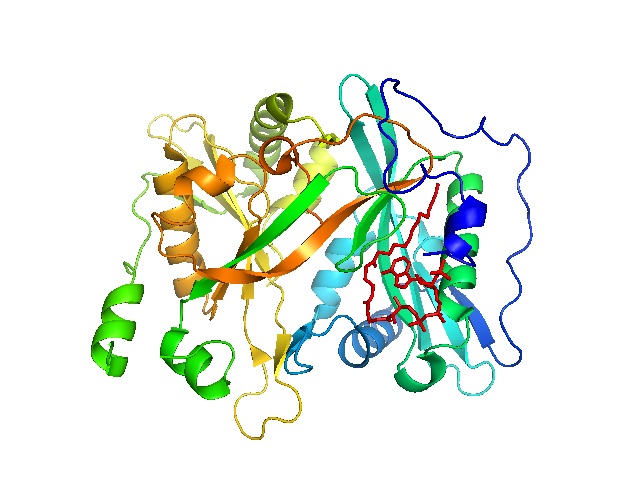
Estrutura cristalina da N-miristoiltransferase humana do tipo I ligada ao miristoil-CoA. Miristoil-CoA (em vermelho). PDB ID: 3IU1

## Mecanismo de ação da NMT
A adição do miristoil ocorre via reação nucleófila de adição. A miristoil coenzima A (CoA) posiciona-se no sítio de ligação da NMT, possibilitando a aproximação do carbonil à dois resíduos de aminoácidos, fenilalanina 170 e isoleucina 171. Esta aproximação polariza o carbonil que agora possui uma carga total positiva, tornando possível o ataque nucleófilo por um resíduo de glicina da proteína a ser modificada. Quando ocorre a ligação da miristoil CoA, acontece uma reorientação da NMT para permitir a ligação ao peptídeo. A porção C-terminal da NMT age como uma base geral para desprotonar a amina permitindo o grupo amino a atacar o carbonil da Miristoil CoA. O CoA livre é lançado resultando em uma mudança conformacional na enzima permitindo o lançamento do peptídeo miristoilado.

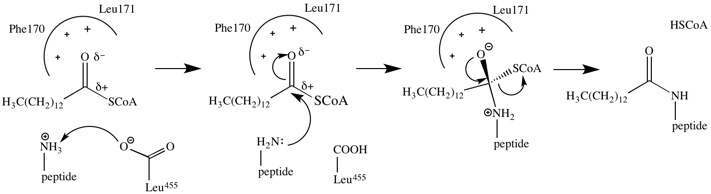
Mecanismo de miristoilação pela NMT

## Proteínas miristoiladas
| Proteína   | Papel Fisiológico                                          | Função da Miristoilação                                          |
| ---------- | ---------------------------------------------------------- | ---------------------------------------------------------------- |
| Actina     | Proteína de estrutura do citoesqueleto                     | Miristoilação pós-traducional durante apoptose                   |
| GRASP      | Proteína de organização e compactação do complexo de Golgi | Miristoilação co-traducional com função de associação à membrana |
| Proteína G | Sinalizadora de GTPases                                    | Miristoilação co-traducional com função de associação à membrana |
| Recoverin  | Sensor neuronal ativado por cálcio                         | Contém um "interruptor miristoil" ativado na presença de Ca²+    |